# Битка при Саграхас
Битката при Саграхас (на испански: Batalla de Sagrajas, известна също с името битка при Залака (Zallaqa)) е ключово сражение в хода на Реконкистата в Испания. Състои се на 23 октомври 1086 г. северно от град Бадахос. От една страна са обединените армии на Леон, Кастилия и Арагон под командването на Алфонсо VI, от друга – войските на Алморавидския халиф Юсуф ибн Ташфин, подкрепен от пет тайфи (мюсюлмански държавици). Съотношението на силите не е докрай изяснено поради силно противоречивите данни.

## Ситуацията в края на ХІ в.
Мюсюлманската власт в Испания достига връх през Х и началото на ХІ в., по времето на Кордобския халифат. Още от 1010 г. обаче халифатът е в криза, след което окончателно се разпада. Владетелите на Леон – най-силната християнска държава на полуострова, се възползват от това, за да нападат и отслабят малките мюсюлмански държави, наследили халифата, наричани тайфи. При Фернандо І агресията се изразява главно в нападения с цел откуп, докато при сина му Алфонсо VІ прераства в завземане на земи. Най-големият успех на Алфонсо е превземането на Толедо и унищожаването на неговата държава (1085). След това той се насочва към Сарагоса и я обсажда. Перспективата да паднат една по една в жертва на християните стряска емирите на останалите тайфи и те осъзнават, че сами не могат да се борят с могъщия леонски крал. Трима от тях – емирите на Севиля, Гранада и Малага – се обръщат за съдействие към създадената империя на Алморавидите в северна Африка, управлявана от способния Юсуф ибн Ташфин.
Алморавидите са непознати на тогавашните испански мюсюлмани. „Сурови обитатели на манастирите-крепости, дошли отдалеч, отвъд Сахара, от бреговете на Сенегал и Нигер“ – така ги описва Ф. Кардини. Юсуф е „дребен, мургав и сух стар човек“, а държавата му се простира от Сенегал до Тунис и е повърхностно ислямизирана. Още на следващата година той се прехвърля в Испания с внушителна и дисциплинирана армия. В нея има всякакви войници от бербери и жители на пустинята до съвсем черни сенегалци. Тези 4000 сенегалци са едното тайно оръжие на Алморавидите, тъй като с вида си често объркват и парализират враговете. „Те влизат в битка удряйки огромни тъпани, крещейки странни заклинания и пеейки зловещи песни“. Другото оръжие са 30 000 бойни камили – непознато и зловещо животно в онази епоха.
Алфонсо VІ сваля обсадата на Сарагоса и се обръща за помощ към арагонския крал Санчо І и към своите васали в Кастилия. Организира армия от 2500 души, в която преобладават конниците (1500), от които половината са рицари (част от тях французи). Мюсюлманските източници обаче дават много по-големи цифри – 60 – 80 хиляди християни.

## Ход на битката
На 22 октомври 1086 г. Алфонсо изпраща писмо до противника си, в което обяснява, че следващият ден е неделя, свещен за християните, и моли битката да започне на 24 октомври. Юсуф ибн Ташфин се съгласява, но призори на 23 октомври християните започват ненадейна атака. С твърде голяма предсказуемост и без да са разузнали силата и състава на мюсюлманската армия, те атакуват нейния център. Тяхната типично рицарска стратегия се опира на мощни, но бавни конници, които след първия сблъсък действат поотделно, търсейки враговете си. Целта на атаката е контингентът на местните тайфи, начело със севилския емир ал-Мутамид, за който има по-голяма вероятност да се огъне и да отстъпи. Действително, още при първия удар някои от тях започват паническо бягство. Юсуф оставя християните да ги избиват, заради скритите си намерения по-късно да завладее испанския юг. Севилците обаче се бият добре и устояват, а Юсуф им изпраща малки, но достатъчни подкрепления. Когато вижда, че всички сили на християните са ангажирани в този ареал, той изпраща бързите си кавалерийски части да ги обградят и да превземат лагера им. Това повече от всичко друго уплашва християните и пречупва устрема им. Нападнати в гръб, те се бият с лъвски кураж чак до вечерта, но накрая отстъпват в безредие. Самият крал едва се спасява с бягство.

## Последиците
Битката при Саграхас, макар и тежко, не е фатално поражение за кралство Леон. Армията не е унищожена, не са загубени големи земи, а придобитият град Толедо дори не е поставен под заплаха. „Това по никакъв начин не е Ватерлоо за Алфонсо“, находчиво отбелязва Йън Алмонд. Все пак сражението поставя край на християнските успехи от ХІ в. и принуждава испанските държави да преминат в продължителна отбрана. Независимо че някои тайфи се присъединяват към тях, уплашени на свой ред от твърде голямата сила на Алморавидите, Юсуф ибн Ташфин е безспорният нов господар на Испания. Към 1090 г. той на практика вече е наложил властта си над юга, с което се поставя край на т. нар. „период на тайфите“. Започва нова епоха, в която силни африкански династии владеят мюсюлманската част на страната и воюват от името на исляма – след Алморавидите идват Алмохадите и Маринидите.
Поражението води и до постепенното отслабване на кралство Леон и до възхода на останалите християнски държави през ХІІ в. – Португалия, Арагон и Кастилия.